# Lloc
Lloc é uma pequena vila localizada em Flintshire, estando dentro da comunidade de Holywell, no norte do País de Gales. Também está no norte da   Clwydian Range, a leste da fronteira com Denbighshire.